# Trogs Peak
Der Trogs Peak ist ein 748 m hoher Berg im Südosten der Adelaide-Insel westlich der Antarktischen Halbinsel. Er ragt westlich des Sunshine Glacier am westlichen Ende der Stokes Peaks auf.
Das UK Antarctic Place-Names Committee benannte ihn 2011. Namensgeber ist ein Schlittenhundeteam, das der British Antarctic Survey in den 1980er und 1990er Jahren nutzte.